# Pyrzowice Lotnisko
Pyrzowice Lotnisko – stacja kolejowa na linii kolejowej nr 182 w Pyrzowicach, w województwie śląskim.
Stacja służy obsłudze transportu pasażerskiego na lotnisko Katowice-Pyrzowice i jest zlokalizowana 300 metrów od terminala B. Prace nad wybudowaniem stacji rozpoczęto na początku 2021 roku i trwały do 10 grudnia 2023 roku.
Docelowo, po zakończeniu modernizacji linii kolejowej nr 131 oraz modernizacji katowickiego węzła kolejowego (między stacjami Katowice Szopienice Południowe a Katowice Piotrowice) zostanie uruchomione bezpośrednie połączenie z Katowicami.